# John Galliquio
John Christian Galliquio Castro, né à Pisco au Pérou le 12 janvier 1979, est un footballeur péruvien. Il jouait au poste de défenseur.

## Biographie

### Carrière en club
John Galliquio fait ses débuts en 1re division au sein de l'Universitario de Deportes le 6 février 2000 face au FBC Melgar lorsqu'il remplace Paolo Maldonado (score : 0-0). Il est sacré champion du Pérou à trois reprises avec l'Universitario en 2000, 2009 et 2013. Il aura l'occasion de remporter un quatrième championnat, cette fois-ci sous les couleurs du FBC Melgar, en 2015.
Il s'expatrie à trois reprises afin de jouer au Cruz Azul Hidalgo (Mexique) en 2002-2003, au Racing Club (Argentine) en 2003-2004 puis au Dinamo Bucarest (Roumanie) en 2007-2008. Il met fin à sa carrière en jouant pour le Serrato Pacasmayo, club de D2 péruvienne, en 2018.
Au cours de sa carrière, il dispute notamment deux matchs en Ligue Europa, 24 en Copa Libertadores, dix en Copa Merconorte, et enfin dix en Copa Sudamericana. Il est quart de finaliste de la Copa Sudamericana en 2011 avec l'Universitario.

### Carrière en sélection
International péruvien de 2003 à 2012, John Galliquio compte 41 matchs en équipe nationale. Il dispute les tours préliminaires des Coupes du monde de 2006 (11 matchs), 2010 (deux matchs) et 2014 (deux matchs).
Il participe également à la Copa América 2007, au Venezuela, où le Pérou atteint les quarts de finale. Galliquio marque son seul but international à l'occasion d'un match amical face au Chili à Arica, le 21 mars 2012 (défaite 3-1).

### Vie privée
John Galliquio est accusé de violences physiques et morales sur sa femme Karla Gómez, ce qui lui vaut une peine de prison ferme de 11 mois. Cette peine est cependant commuée en simple amende malgré des menaces répétées à l'encontre de son épouse.

## Palmarès
| Universitario de Deportes - Championnat du Pérou (3) : - Champion : 2000, 2009 et 2013. |  | FBC Melgar - Championnat du Pérou (1) : - Champion : 2015. |  | América Cochahuayco - Championnat du Pérou D2 (1) : - Champion : 1999. |